# Aydilge
Aydilge Sarp (Kütahya, 25 de junio de 1979) es una escritora, poeta y cantautora turca.

## Biografía
Hija de Faika Özer, aprobó el examen de ingreso al TRT Ankara Radyosu Çocuk Korosu cuando tenía ocho años. A la edad de 14 años comenzó a componer sus propias canciones, mientras que más tarde actuó en bares complementando sus estudios secundarios en el Türk Eğitim Derneği Ankara Koleji. Tras graduarse en Cultura y literatura estadounidense de la Universidad de Başkent en Ankara, se mudó a Estambul. Actualmente, Aydilge cursa estudios de Radio, Televisión y Cine en la Universidad de Estambul.

### Como escritora
Publicó su primer volumen de cuentos en 1998 bajo el título Kalemimin Ucundaki Düşler (en español: Pensamientos de mi pluma). Su primera novela, Bulimia Sokağı (en español: Calle Bulemia), fue publicada en 2002, seguida por Altın Aşk Vuruşu (en español: El empuje del amor de oro) en 2004.

### Como músico
El primer álbum de Aydilge, titulado Küçük Şarkı Evreni, fue lanzado en abril de 2006 por EMI. Las canciones son una curiosa mezcla de música rock y melodías orientales; la letra y música fueron autoría de Aydilge.

## Obras

### Literatura
- Kalemimin Ucundaki Düşler, cuentos (1998)[4]
- Bulimia Sokağı, novela (2002).[5]
- Altın Aşk Vuruşu, novela (2004).[6]

### Música
Álbumes de estudio
- 2006: Küçük Şarkı Evreni
- 2009: Sobe
- 2011: Kilit
- 2013: Yalnızlıkla Yaptım

Sencillos
- 2010: «Takıntı» (sencillo digital)
- 2011: «Akıllı Bir Deli» (sencillo digital)
- 2011: «Sorma» (sencillo digital)
- 2012: «Kaçsam Ege'ye» (sencillo digital)
- 2014: «Aşka Gel» (sencillo digital)
- 2015: «Yangın Var» (sencillo digital)
- 2015: «Gelevera Deresi» (sencillo digital)
- 2015: «Kiralık Aşk (Sen Misin İlacım?)» (sencillo digital)
- 2016: «Gel Sarıl Bana» (sencillo digital)
- 2016: «Aşk Olmak» (sencillo digital)

Videoclips
- Takıntı
- Yangın Var
- Kiralık Aşk
- Aşka Gel
- Kiraz Mevsimi

ask laftan anlamaz

## Premios y nominaciones
| Año  | Premio                                    | Categoría                                                         | Resultado |
| ---- | ----------------------------------------- | ----------------------------------------------------------------- | --------- |
| 2012 | Premios Radyo Boğaziçi Müzik              | Mejor cover                                                       | Ganadora  |
| 2013 | Premios de Medios Ege Üniversitesi        | Mejor cubierta                                                    | Ganadora  |
| 2014 | Premios Kavram Olimpiyatları              | Premio honorífico                                                 | Ganadora  |
| 2015 | Premios Evo's Angels Dergisi              | Mejor artista femenina nueva                                      | Ganadora  |
| 2015 | Premios KKTC Cypaparazzi                  | Mejor música de secuencia (Sen Misin İlacım-Kiralık Aşk)          | Ganadora  |
| 2015 | Gossip Time. Yıl Sonu                     | Mejor música genérica de secuencia (Sen Misin İlacım-Kiralık Aşk) | Ganadora  |
| 2016 | Premios Elele Avon Kadın                  | Cantante del año                                                  | Nominada  |
| 2016 | Premios En Moda Dergisi                   | Mejor música de secuencia (Sen Misin İlacım-Kiralık Aşk)          | Ganadora  |
| 2016 | Premios TURKMSIC                          | Mejor música de secuencia (Sen Misin İlacım-Kiralık Aşk)          | Ganadora  |
| 2016 | Premios KTÜ Medya                         | Mejor música de secuencia (Sen Misin İlacım-Kiralık Aşk)          | Ganadora  |
| 2016 | Premios Dilek de la Yeditepe Üniversitesi | Mejor música (Sen Misin İlacım-Kiralık Aşk)                       | Ganadora  |
| 2016 | Premios de medios Ege Üniversitesi        | Mejor artista femenina                                            | Nominada  |
| 2016 | Premios de medios Ege Üniversitesi        | Mejor sencillo Single (Sen Misin İlacım)                          | Nominada  |
| 2016 | Premios de medios Ege Üniversitesi        | Mejor música Genérica de secuencia (Sen Misin İlacım-Kiralık Aşk) | Ganadora  |
| 2016 | Premios YBU Medya                         | Mejor música de secuencia (Sen Misin İlacım-Kiralık Aşk)          | Ganadora  |
| 2016 | Premios Evol's Angels Dergisi             | Canción más escuchada del año (Sen Misin İlacım)                  | Ganadora  |